# Dionísio Hisilenapo
Dionísio Hisilenapo (* 6. Oktober 1966 in Epumbu) ist ein angolanischer Geistlicher und  Bischof von Namibe.

## Leben
Dionísio Hisilenapo empfing am 6. Dezember 1998 die Priesterweihe.
Papst Benedikt XVI. ernannte ihn am 8. Juli 2011 zum Bischof von Namibe. Die Bischofsweihe spendete ihm der Apostolische Nuntius in Angola und auf São Tomé und Príncipe, Novatus Rugambwa, am 4. September desselben Jahres; Mitkonsekratoren waren Fernando Guimarães Kevanu, Bischof von Ondjiva, und Gabriel Mbilingi CSSp, Erzbischof von Lubango.